# نيوتن مارتن كورتيس
نيوتن مارتن كورتيس (بالإنجليزية: Newton Martin Curtis)‏ هو ضابط وسياسي أمريكي، ولد في 21 مايو 1835 في الولايات المتحدة، وتوفي في 8 يناير 1910 في نفس البلد. حزبياً، نشط في الحزب الجمهوري. وقد انتخب عضو جمعية ولاية نيويورك وانتخب عضو مجلس النواب الأمريكي.